# 國立斯洛維尼亞歌劇和芭蕾舞劇院
國立斯洛維尼亞歌劇和芭蕾舞劇院（Slovenian National Opera and Ballet Theatre）是位於斯洛維尼亞首都盧比安納的一座歌劇院，地處斯洛維尼亞國會大樓和斯洛維尼亞國家博物館及斯洛維尼亞國家美術館之間。
該建築最初被命名為省劇院，在斯洛文尼亞語中被称为“Deželno gledališče”，由捷克建築師Jan Vladimír Hráský和Anton Hruby於 1890 年至 1892 年間以新文藝復興風格建造。在 1911 年德國劇院（現在的盧布爾雅那國家劇院(SNG)，位於 1 Erjavec Street）建造之前，該建築曾作為斯洛文尼亞語和德語的演出場地，之後僅在斯洛文尼亞語演出。歌劇院的正面有離子柱支撐入口上方帶有鼓室的山形牆，側面有兩個壁龕，上面裝飾著雕塑家Alojz Gangl(1859-1935) 的悲劇和喜劇寓言雕像。

## 画廊

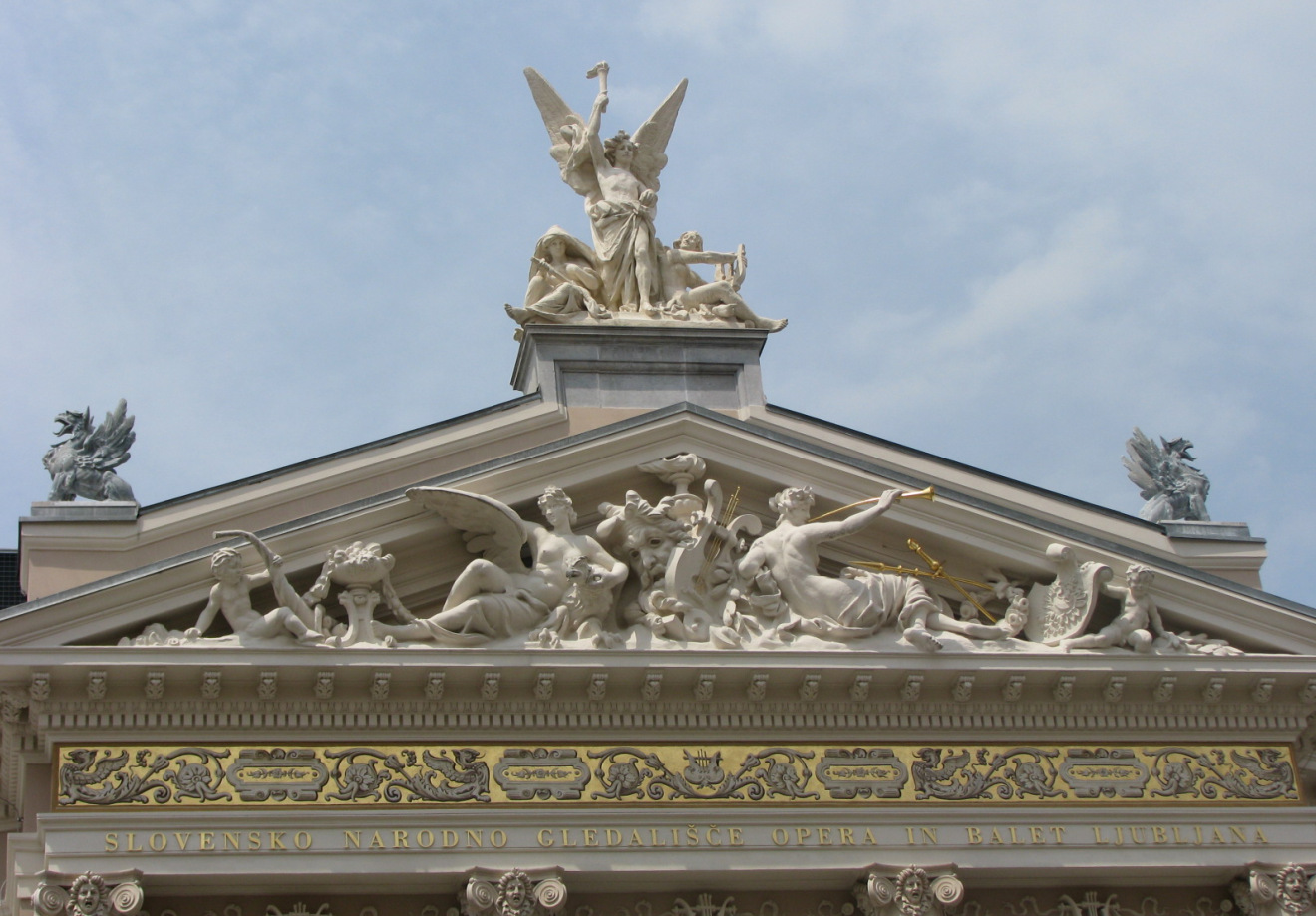
主入口上方有火炬和其他雕像的天才
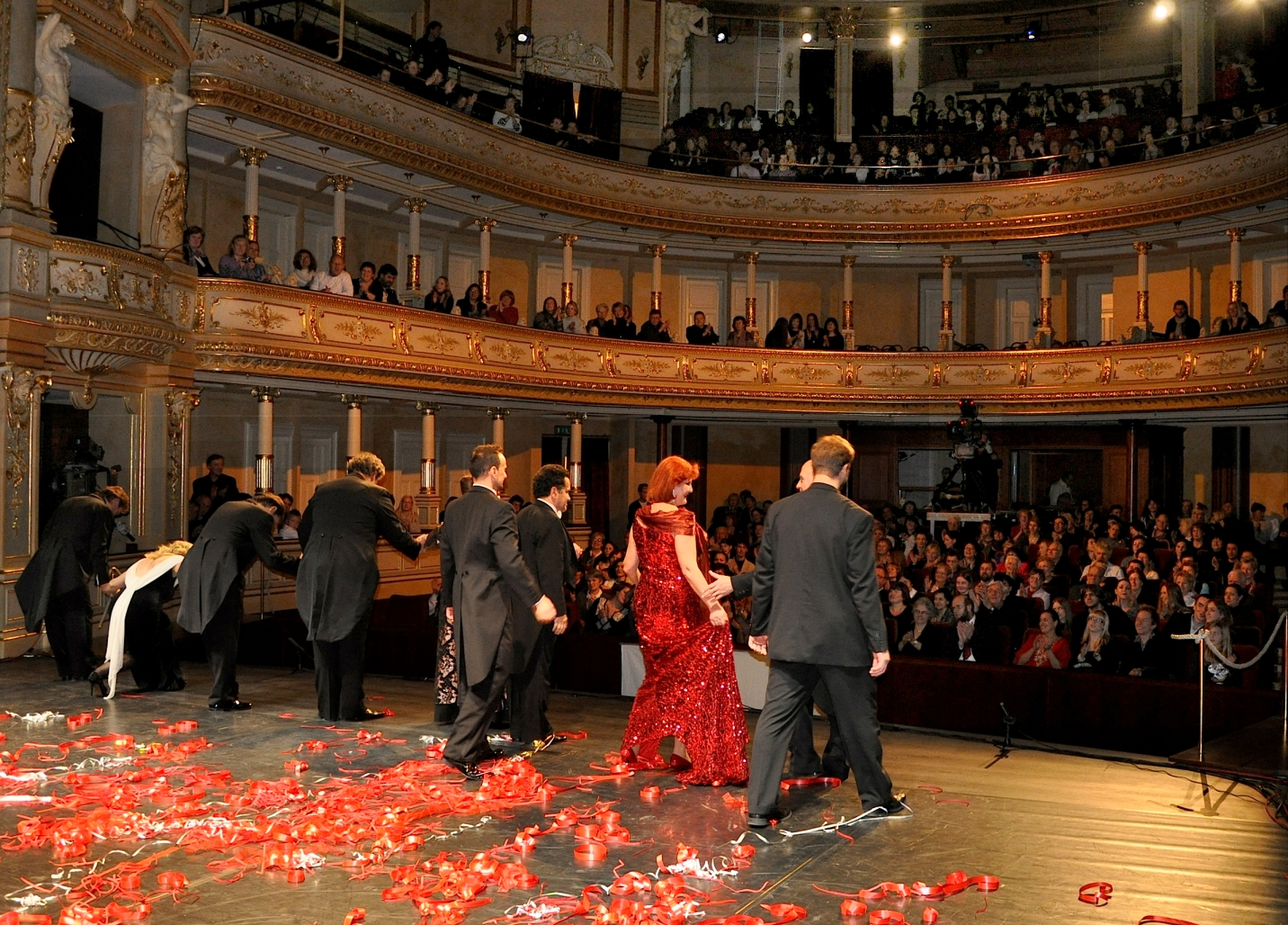
2011年大装修之後的內部
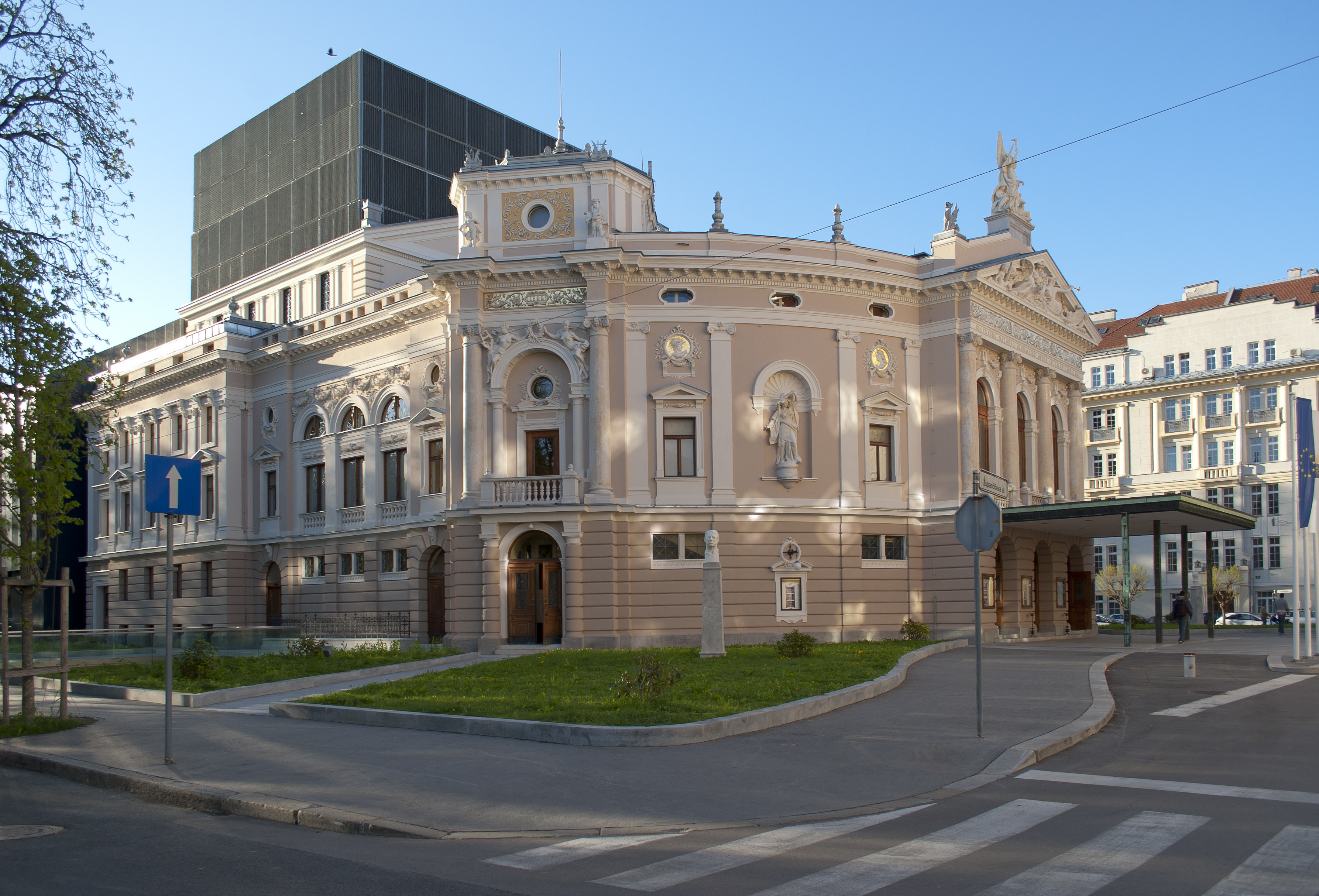
盧布爾雅那歌劇院在2011年進行了豪华的扩建，擴建的设计在後面清晰可見，國立斯洛維尼亞歌劇和芭蕾舞劇院均采取这种设计